# Haywrights
Haywrights was een Nieuw-Zeelandse warenhuisketen die werd opgericht in 1929 en uiteindelijk uitgroeide tot een van de grootste warenhuisketens in Nieuw-Zeeland. 

## Geschiedenis
Op 13 december 1929 werd in Christchurch op het Zuidereiland een eerste winkel geopend als Hay's door de zakenman en filantroop James Hay.
In 1968 fuseerde de keten met Wright Stephenson (retaildivisie) om Hay's-Wright Stephenson te vormen. Met de fusie breidde de keten zich uit naar het Noordereiland. Op 1 augustus 1970 werd de naam Hay's-Wright Stephenson gwijzigd in Haywrights na verwarring onder klanten over de naam.
In januari 1976 kocht Haywrights Milne & Choyce, een warenhuisketen gevestigd in Auckland, in een poging verder uit te breiden naar het Noordereiland. Hierbij werden 30 à 40 werknemers ontslagen bij een aantal Milne & Choyce-winkels. 
Het bedrijf werd in 1980 overgenomen door de Farmers Co-operative Association en geïntegreerd in een keten van warenhuizen, waarbij alle winkels van Farmers en van Haywrights werden omgedoopt tot Farmers & Haywrights. In 1982 verwierf Bunting & Co. het bedrijf en verkocht 13 winkels van Farmers & Haywrights en een distributiecentrum in Christchurch aan Farmers Trading Company (FTC) voor $ 12 miljoen. De overgebleven winkels gesloten. Met deze verkoop werden de winkels van Farmers & Haywrights onderdeel van FTC.

## Winkels
Het openingsjaar is het jaar waarin de winkel een Hay's, Haywrights of Farmers & Haywrights geopend werd. 
| Locatie                            | Bijzonderheden | Opening      | Sluiting     |
| Zuidereiland                       | Zuidereiland | Zuidereiland | Zuidereiland |
| ---------------------------------- | --- | ------------ | ------------ |
| Gloucester Street, Christchurch    | Vlaggenschipwinkel, geopend in 1929 as Hay's. In 1982 omgedoopt tot Farmers. | 1929         | 1982         |
| Sydenham, Christchurch             | Geopend op 22 maart 1955. in 1975 werd de winkel uitgebreid en omgebouwd tot een Farmers-winkel | 1955         | 1982         |
| Church Corner, Christchurch        | Geopend in 1960 en omgebopuwd tot Farmers winkel in 1982. | 1960         | 1982         |
| Timaru                             | In 1961 nam Hay's het warenhuis T. and J. Thomson in Timaru over en doopte het om tot Hay's. In 1982 werd de winkel omgedoopt tot Farmers | 1961         | 1982         |
| Oamaru                             | Dit filiaal was oorspronkelijk John Bulleid department store dat in 1961 werd overgenomen en omgedoopt tot Hay's. In 1982 werd de winkel omgedoopt tot Farmers.                                                                                             | 1961         | 1982         |
| Northlands, Christchurch           | Geopend als Hay's op 18 oktober 1967 voorafgaand aan de opening van de Northland Mall. Het filiaal werd in 1982 omgedoopt tot Farmers. | 1967         | 1982         |
| Riccarton Mall, Christchurch       | Oorspronkelijk was dit een Farmers co-op winkel die tegelijk met het winkelcentrum werd geopend in 1965. In1980 werd de winkel omgedoopt tot Farmers-Haywrights, totdat deze in 1982 werd gesloten.                                                         | 1980         | 1982         |
| Rangiora                           | Oorspronkelijk was dit een Farmers Co-op. Het werd in 1982 gekocht door Rangiora Farmers Ltd. en voortgezet als Farmers. | 1980         | 1982         |
| Ashburton                          | Oorspronkelijk was dit een filiaal van Hay's. In 1980 werd een The Farmers Co-op-winkel geïntegreerd in dit filiaal. |              |              |
| Baclutha                           | |              | 1976         |
| Dunedin                            | Het pand, gelegen tussen Moray Place en St Andrew Street was oorspronkelijk gebouwd voor A.T. Inglis en werd later een filiaal van Brown Ewing Ltd voordat het een Hay's-filiaal werd. In 1982 werd de winkel omgedoopt tot Farmers                         |              | 1982         |
| Blenheim                           | |              |              |
| Nelson                             | |              |              |
| Motueka                            | De winkel werd in 1982 verkocht aan Whitwell Holdings, de eigenaar van het pand. Het was de laatste nog bestaande winkel tot ten minste 1989. |              |              |
| Greymouth                          | Het eerste filiaal, geopend in 1938. Gesloten in 1982. | 1938         | 1982         |
| Cashel Street, Christchurch        | | 1980         | 1982         |
| Queen Street, Blenheim             | |              |              |
| Richmond                           | |              |              |
| Rakaia                             | |              |              |
| Methven                            | |              |              |
| Noordereiland                      | |              |              |
| Downtown Shopping Centre, Auckland | Oorspronkelijk geopend als Milnes in februari 1975. In januari 1976 werd de winkel omgedoopt tot Haywrights nadat Haywrights de keten Milne & Choyce had overgenomen. De winkel werd tot oktober 1979 voortgezet onder de nieuwe naam.                      | 1976         | 1979         |
| Glenfield Mall, Auckland           | Het Haywrights warenhuis werd gelijk met het winkelcentrum geopend in 1971. Het werd in 1978 verkocht aan de Farmers Trading Company | 1971         | 1978         |
| Henderson                          | |              |              |
| LynnMall, Auckland                 | In 1963 geopend als Milne & Choyce. In 1978 verkocht aan Rendells Ltd. | 1963         | 1978         |
| Māngere                            | |              | 1978         |
| Manukau City Mall, Auckland        | |              |              |
| Panmure, Auckland                  | In 1978 verkocht aan Rendells Ltd. |              |              |
| St. Lukes, Auckland                | |              |              |
| Takapuna, Auckland                 | De winkel sloot in 1978 |              | 1978         |
| Rotorua                            | Op 29 february 1969 geopend als John Courts en in 1974 omgedoopt tot Cornishs. In september 1975 werd de winkel omgedoopt tot Haywrights, totdat de winkel in 1979 werd verkocht aan D.I.C. De winkel lag op de hoek van Tutanekei Street en Eruera Street. |              |              |
| Napier                             | De winkel werd in 1979 verkocht aan D.I.C. |              |              |
| Dannevirke                         | De winkel werd in 1979 verkocht aan D.I.C. |              |              |
| Taihape                            | |              |              |
| Hamilton                           | |              |              |
| Tūrangi                            | |              |              |
| Coastlands, Paraparaumu            | De winkel werd in 1979 verkocht aan James Smith. |              |              |
| Lambton Quay, Wellington           | De winkel werd in 1979 verkocht aan James Smith. |              |              |
| Lower Hutt                         | |              |              |
| Masterton                          | |              |              |
| Martinborough                      | |              | 1973         |
| Pahiatua                           | |              | 1974         |

## Galerij

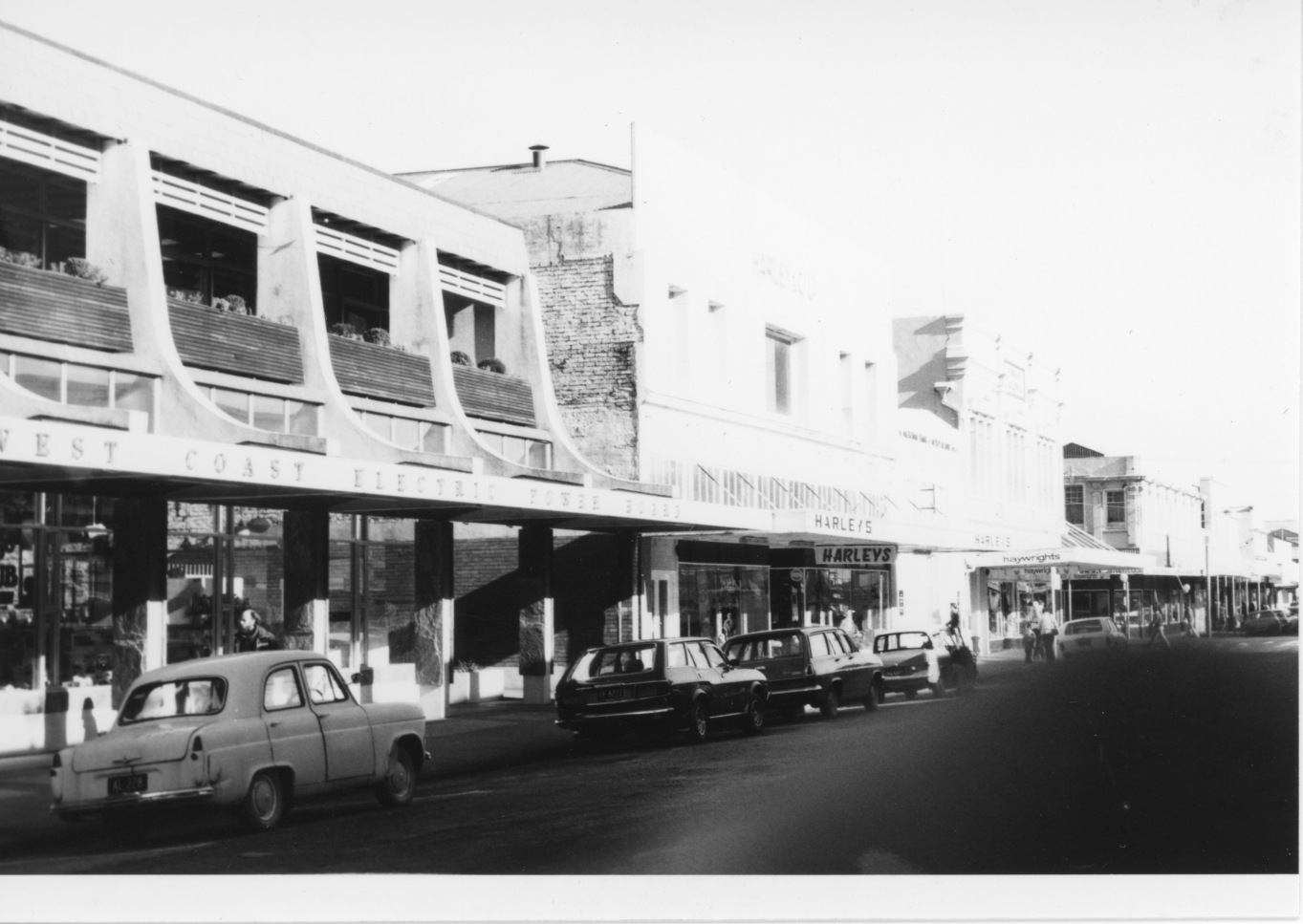
Haywrights, Greymouth (te zien op de achtergrond)
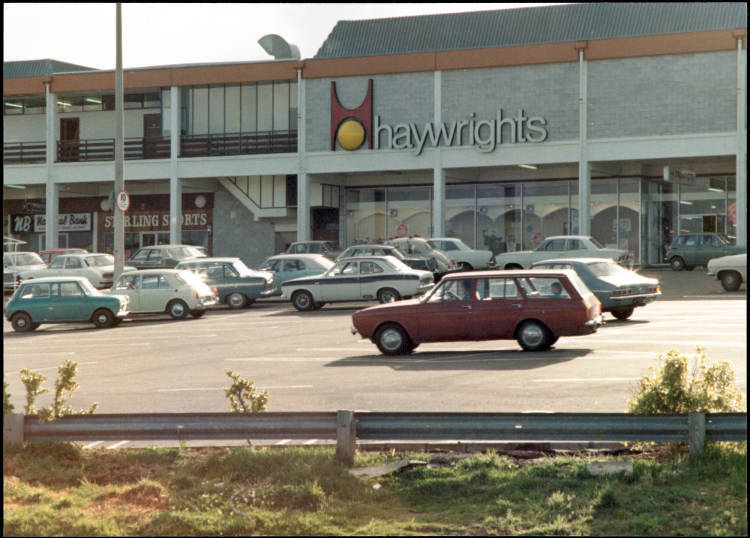
Haywrights in het Glenfield-winkelcentrum
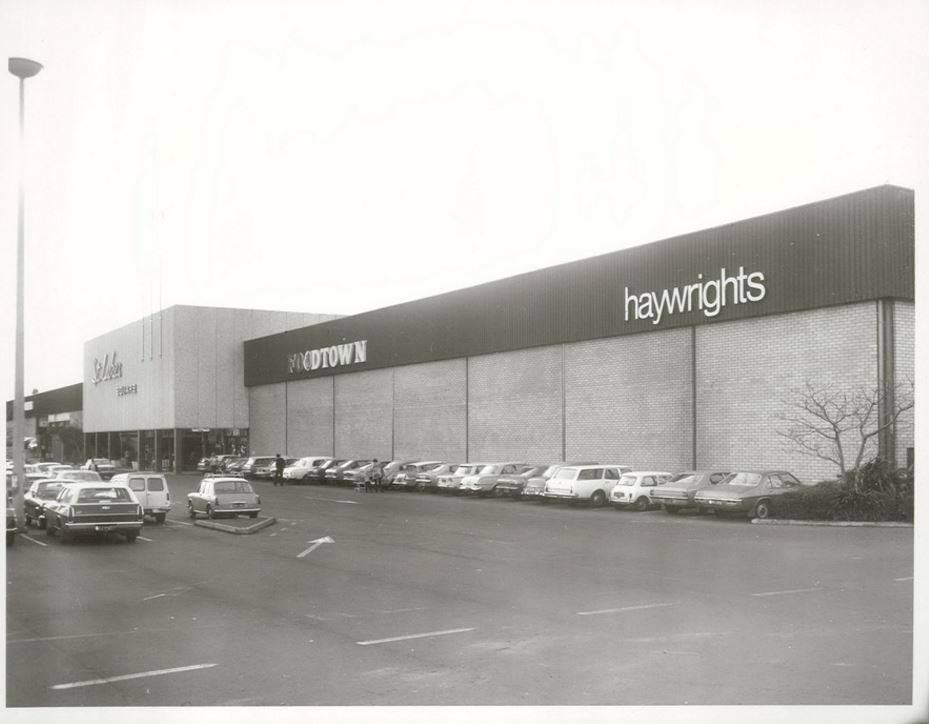
De St. Lukes Mall eind jaren zeventig